# Serramezzana
Serramezzana är en ort och kommun i provinsen Salerno i regionen Kampanien i Italien. Kommunen hade 308 invånare (2017).